# Балтакас, Викинтас
Викинтас Балтакас (лит.  Vykintas Baltakas, настоящая фамилия Беляускас, лит. Bieliauskas, 10 июля 1972, Вильнюс) — литовский композитор и дирижёр.

## Биография
Мать — пианистка, музыкальный критик и педагог Рита Алекнайте-Беляускене. Окончил Национальную художественную школу имени М. К. Чюрлёниса, затем — Литовскую академию музыки и театра (1993). В 1994—1997 занимался в Карлсруэ у Вольфганга Рима, затем у Петера Этвёша, посещал Международные летние курсы новой музыки в Дармштадте, мастер-классы Кирилла Кондрашина. В 1999—2000 по стипендии Нади Буланже стажировался в IRCAM.
Дирижировал симфоническим оркестром Кёльнского радио, Ensemble Modern (Франкфурт-на-Майне), Klangforum Wien, ансамблем ICTUS (Брюссель), Литовским камерным оркестром и другими коллективами, выступал во многих странах и городах Европы.
Живёт с семьёй в Бельгии.

## Избранные произведения
- Pažeistas šešėlis для сопрано, магнитофона и маримбы (1993)
- Pasaka Архивная копия от 24 июня 2014 на Wayback Machine для фортепиано и магнитофонной ленты (1995 - 1997)
- RiRo для сопрано и трубы (1995 -1999)
- Nichtstück для духового ансамбля (1996)
- Pusline для ансамбля (1997—2000)
- Poussla для ансамбля и оркестра (2002)
- Cantio, опера (2004, премьера в Мюнхене - постановка Оскараса Коршуноваса, Мюнхенский камерный оркестр под управлением Кристофа Поппена)
- (co)ro(na) для ансамбля (2005)
- Ouroboros — Zyklus I для сопрано, ансамбля и магнитофонной ленты (2005)
- b(ell tree) для струнного квартета (2007, заказан Ардитти-квартетом)
- Ri для сопрано и магнитофонной ленты (2007)
- Lift to Dubai для ансамбля (2009)
- Redditio для ансамбля (2010)
- Scoria для оркестра (2010)
- commentum для виолончели и фортепиано, посв. Давиду Герингасу  (2011)
- Saxordionphonics для саксофона, аккордеона  и оркестра (2013)

## Признание
Международная композиторская премия Клаудио Аббадо (2003), поощрительная премия Эрнста фон Сименса (2007) и др.